# Thursday' Child (IMOCA)
Thursday' Child est un voilier monocoque de course au large de classe IMOCA mis à l'eau en 1983. 

## Historique
Pour sa première compétition son skipper Warren Luhrs l'engage dans la Transat anglaise 1984 qu'il termine premier en classe IMOCA (10e au classement général) avec un retard de 16 h sur le vainqueur Yvon Fauconnier. 
En 1986 engagé dans le BOC Challenge en classe 1 (monocoques de 50 à 60 pieds), il abandonne lors de la seconde étape Cape Town — Sydney à la suite d'un démâtage.
En 1988, il bat le record du Clipper Flying Cloud sur le trajet New York-San Francisco en 80 jours et 20 heures,
En 1992, le bateau est racheté par Alan Wynne-Thomas qui le renomme Cardiff Discovery. Il participe à la Transat anglaise 1992 qu'il termine troisième en monocoque (10e au général). En novembre il se lance dans le Vendée Globe. Entre les îles Kerguelen et l'île Heard, son bateau chavire, mais se redresse ; dans l'accident, le navigateur chute et pense s'être cassé des côtes. Il abandonne et rentre au ralenti à Hobart, où une radiographie va déceler qu'effectivement six de ses côtes sont cassées.

## Palmarès
- 1984 :
  - 1er de la Transat anglaise en classe IMOCA barré par Warren Luhrs

- 1986 :
  - Abandon dans le BOC Challenge barré par Warren Luhrs

- 1988 :
  - Record de New York-San Francisco barré par Warren Luhrs

- 1990 :
  - Abandon dans le BOC Challenge barré par Enda O'Coineen sous le nom Kilcunnen

### Cardiff Discovery-Alan Wynne-Thomas
- 1992 :
  - 3e de la Transat anglaise en classe IMOCA
  - Abandon dans le Vendée Globe